# Wallingford Riegger
Wallingford Constantin Riegger (ur. 29 kwietnia 1885 w Albany w stanie Georgia, zm. 2 kwietnia 1961 w Nowym Jorku) – amerykański kompozytor.

## Życiorys
Dzieciństwo spędził w Indianapolis, gdzie matka uczyła go gry na fortepianie, zaś ojciec na skrzypcach. W 1900 roku wyjechał z rodzicami do Nowego Jorku, gdzie pobierał lekcje gry na wiolonczeli. Studiował w nowojorskim Institute of Musical Art u Percy’ego Goetschiusa (kompozycja) i Alwina Schroedera (wiolonczela). W latach 1907–1910 przebywał w Berlinie, gdzie uczył się Hochschule für Musik u Roberta Hausmanna i Antona Hekkinga (wiolonczela) oraz Maxa Brucha i Edgara Stillmana-Kelleya (kompozycja). Od 1911 do 1914 roku dyrygował St. Paul Symphony Orchestra, następnie wrócił do Niemiec, gdzie działał jako dyrygent w Würzburgu (1914–1915), Królewcu (1915–1916) i Berlinie (1916–1917).
Po powrocie z Niemiec do Stanów Zjednoczonych podjął działalność pedagogiczną, wykładał w Drake University w Des Moines (1919–1922), Institute of Musical Art w Nowym Jorku (1925–1926) i Ithaca College (1926–1928). Otrzymał Paderewski Prize za Trio fortepianowe (1922), E.S. Coolidge Prize za La belle dame sans merci (1924) i New York Music Critics’ Circle Award za III Symfonię (1948). W 1957 roku, ze względu na swoje lewicowe sympatie polityczne, został wezwany do złożenia wyjaśnień przed House Un-American Activities Committee.

## Twórczość
W latach 20. XX wieku nawiązał znajomość z Henrym Cowellem, Charlesem Ivesem i Edgarem Varèse’em, aktywnie włączając się w propagowanie wśród amerykańskiej publiczności twórczości kompozytorów współczesnych. Tworzone w tym okresie kompozycje mają charakter atonalny, cechują się szorstkością brzmienia i gwałtownością środków wyrazu. Był jednym z pierwszych amerykańskich kompozytorów posługujących się techniką dodekafoniczną. W latach 30. poświęcił się głównie tworzeniu muzyki tanecznej, tworząc dla takich tancerek jak Doris Humphrey, Martha Graham i Hanya Holm. W późniejszym okresie wrócił do tworzenia muzyki autonomicznej, stosując technikę dodekafoniczną, nie traktowaną jednak ortodoksyjnie.

## Wybrane kompozycje
(na podstawie materiałów źródłowych)

### Utwory orkiestrowe
- uwertura The Beggerman (1912, zaginiona)
- Elegie na wiolonczelę i orkiestrę (1916)
- Triple Jazz: American Polonaise (1922)
- Rhapsody: 2nd April (1924–1926)
- Holiday Sketches na skrzypce i orkiestrę (1927)
- Study in Sonority (1927)
- Fantasy and Fugue na organy i orkiestrę (1930–1931)
- Dichotomy na orkiestrę kameralną (1932)
- Scherzo na orkiestrę kameralną (1932)
- Consummation (1939)
- New Dance (1940)
- Canon and Fugue na smyczki (1941)
- Passacaglia and Fugue (1942)
- Processional: Funeral March (1943)
- 4 symfonie (I 1944, II 1945, III 1946–1947, IV 1956)
- Evocation (1948)
- Music for Brass Choir na 10 trąbek, 8 rogów, 10 puzonów, 2 tuby i perkusję (1949)
- Music for Orchestra (1952)
- Prelude and Fugue (1953)
- Variations na fortepian i orkiestrę (1952–1953)
- Variations na 2 fortepiany i orkiestrę (1952–1954)
- Suite for Younger Orchestras (1953)
- Dance Rhythms (1954)
- Overture (1955)
- Preamble and Fugue (1955)
- Festival Overture (1957)
- Variations na skrzypce i orkiestrę (1958)
- Quintuple Jazz (1959)
- Sinfonietta (1959)
- Introduction, Scherzo and Fugue na wiolonczelę, instrumenty dęte i kotły (1960)
- Duo na fortepian i orkiestrę (1960)

### Utwory kameralne
- Reverie na wiolonczelę i orkiestrę (1918)
- Trio fortepianowe (1919–1920)
- Whimsy na wiolonczelę lub skrzypce i fortepian (1920)
- Meditation na wiolonczelę lub skrzypce i fortepian (1927)
- Suite na flet (1928–1929)
- 3 Canons na flet, obój, klarnet i fagot (1931)
- Divertissement na flet, wiolonczelę i harfę (1933)
- New Dance na 2 fortepiany lub fortepian na 4 ręce, skrzypce i fortepian lub fortepian solo (1935)
- Music na głos i flet (1936–1937)
- 2 kwartety smyczkowe (I 1938–1939, II 1948)
- Duos na flet, obój i klarnet (1943)
- Sonatina na skrzypce (1947)
- Kwintet fortepianowy (1950–1951)
- Nonet na 3 trąbki, 2 rogi, 3 puzony i tubę (1951)
- Canon on a Ground Bass of Purcell na smyczki (1951)
- Blaserquintett na instrumenty dęte drewniane (1952)
- Koncert na fortepian i kwintet dęty drewniany (1953)
- Variations na skrzypce i altówkę (1957)
- Introduction and Fugue na 4 wiolonczele (1957)
- Cooper Square na akordeon (1958)

### Utwory fortepianowe
- Blue Voyage (1927)
- Scherzo na 2 fortepiany (1932)
- 4 Tone Pictures (1932)
- New and Old: 12 Pieces for Piano (1944)
- Variations na 2 fortepiany (1952–1953)

### Utwory wokalno-instrumentalne
- La belle dame sans merci na tenora, głosy żeńskie i 7 instrumentów (1921–1924)
- Eternity na głosy żeńskie i 4 instrumenty (1942)
- From Some Far Shore na 4 głosy i fortepian lub organy (1946)
- Easter Passacaglia: Ye Watchers and Ye Holy Ones na 4 głosy i fortepian lub organy (1946)
- Little Sam: Little Black Sambo na recytatora i orkiestrę kameralną (1946)
- Who Can Revoke? na 4 głosy i fortepian (1948)
- In Certainty of Song na 4 głosy solowe, 4 głosy i fortepian lub orkiestrę kameralną (1950)
- Non vincit malitia: Evil Shall Not Prevail na chór (1951)
- A Child Went Forth na 4 głosy i obój (1953)
- A Shakespeare Sonnet na baryton, chór i fortepian lub orkiestrę kameralną (1956)

### Utwory taneczne
- Bacchanale (1930)
- Evocation (1932)
- Frenetic Rhythms: 3 Dances of Daemonical Possesion (1933)
- New Dance (1935)
- Theater Piece (1935)
- With My Red Fires (1936)
- Chronicle (1936)
- The Cry (1936)
- City Nocturne (1936)
- 4 Chromatic Eccentricities (1936)
- Candide (1937)
- Festive Rhythm (1937)
- Trend (1937)
- Case History No... (1937)
- Trojan Incident (1938)
- Machine Ballet (1938)
- Fancy Fannie’s Judgement Day (1938)
- Pilgrim’s Progress (1938)